# Paral·lel 71° nord
El paral·lel 71° nord és una línia de latitud que es troba a 71 graus nord de la línia equatorial terrestre. Travessa Europa, Àsia, l'Oceà Pacífic, Amèrica del Nord l'oceà Atlàntic.

## Geografia
En el sistema geodèsic WGS84, al nivell de 71° de latitud nord, un grau de longitud equival a 36,351 km; la longitud total del paral·lel és de 13.086 km, que és aproximadament 32,7% de la de l'equador, del que es troba a 7.881 km i a 2.121 km del pol Nord
Com tots els altres paral·lels a part de l'equador, el paral·lel 71° nord no és un cercle màxim i no és la distància més curta entre dos punts, fins i tot si es troben al mateix latitud. Per exemple, seguint el paral·lel, la distància recorreguda entre dos punts de longitud oposada és 6.543 km; després d'un cercle màxim (que passa pel Pol Nord), només és 4.242 km.

## Durada del dia
En aquesta latitud, el sol és visible durant 24 hores i 0 minuts a l'estiu, i resta sota l'horitzó tot el dia en solstici d'hivern.

## Arreu del món
Començant al meridià de Greenwich i dirigint-se cap a l'est, el paral·lel 71º passa per:
| Coordenades                               | País, territori o mar      | Notes                                                            |
| ----------------------------------------- | -------------------------- | ---------------------------------------------------------------- |
| 71° 0′ N, 0° 0′ E / 71.000°N,0.000°E      | Oceà Atlàntic              | Mar de Noruega                                                   |
| 71° 0′ N, 23° 51′ E / 71.000°N,23.850°E   | Noruega                    | Illes de Rolvsøy, Havøya, Måsøy, Magerøya                        |
| 71° 0′ N, 26° 8′ E / 71.000°N,26.133°E    | Mar de Barents             |                                                                  |
| 71° 0′ N, 27° 15′ E / 71.000°N,27.250°E   | Noruega                    | Península de Nordkinn                                            |
| 71° 0′ N, 28° 26′ E / 71.000°N,28.433°E   | Mar de Barents             |                                                                  |
| 71° 0′ N, 53° 0′ E / 71.000°N,53.000°E    | Rússia                     | Nova Terra - Illes de Mejduixarski i Iujni                       |
| 71° 0′ N, 56° 40′ E / 71.000°N,56.667°E   | Mar de Kara                |                                                                  |
| 71° 0′ N, 66° 41′ E / 71.000°N,66.683°E   | Rússia                     | Península de Iamal                                               |
| 71° 0′ N, 72° 35′ E / 71.000°N,72.583°E   | Golf de l'Obi              |                                                                  |
| 71° 0′ N, 73° 48′ E / 71.000°N,73.800°E   | Rússia                     | Península de Guidan                                              |
| 71° 0′ N, 82° 12′ E / 71.000°N,82.200°E   | Golf del Ienissei          |                                                                  |
| 71° 0′ N, 83° 24′ E / 71.000°N,83.400°E   | Rússia                     |                                                                  |
| 71° 0′ N, 130° 15′ E / 71.000°N,130.250°E | Mar de Làptev              | Golf de Buor-Khaia                                               |
| 71° 0′ N, 131° 46′ E / 71.000°N,131.767°E | Rússia                     |                                                                  |
| 71° 0′ N, 152° 7′ E / 71.000°N,152.117°E  | Mar de la Sibèria Oriental |                                                                  |
| 71° 0′ N, 154° 50′ E / 71.000°N,154.833°E | Rússia                     |                                                                  |
| 71° 0′ N, 158° 8′ E / 71.000°N,158.133°E  | Mar de la Sibèria Oriental |                                                                  |
| 71° 0′ N, 178° 37′ E / 71.000°N,178.617°E | Rússia                     | Illa de Wrangel                                                  |
| 71° 0′ N, 178° 14′ O / 71.000°N,178.233°O | Mar dels Txuktxis          |                                                                  |
| 71° 0′ N, 157° 23′ O / 71.000°N,157.383°O | Estats Units               | Alaska - North Slope                                             |
| 71° 0′ N, 154° 35′ O / 71.000°N,154.583°O | Mar de Beaufort            |                                                                  |
| 71° 0′ N, 127° 19′ O / 71.000°N,127.317°O | Golf d'Amundsen            | Passa al sud de illa de Banks, Territoris del Nord-oest, Canadà  |
| 71° 0′ N, 118° 24′ O / 71.000°N,118.400°O | Canadà                     | Territoris del Nord-oest - Illa Victòria Nunavut - Illa Victòria |
| 71° 0′ N, 104° 24′ O / 71.000°N,104.400°O | Canal de M'Clintock        |                                                                  |
| 71° 0′ N, 99° 15′ O / 71.000°N,99.250°O   | Larsen Sound               |                                                                  |
| 71° 0′ N, 96° 28′ O / 71.000°N,96.467°O   | Canadà                     | Nunavut – Península de Boothia                                   |
| 71° 0′ N, 92° 52′ O / 71.000°N,92.867°O   | Golf de Boothia            |                                                                  |
| 71° 0′ N, 89° 15′ O / 71.000°N,89.250°O   | Canadà                     | Nunavut - Illa de Baffin                                         |
| 71° 0′ N, 88° 21′ O / 71.000°N,88.350°O   | Badia de Bernier           |                                                                  |
| 71° 0′ N, 87° 17′ O / 71.000°N,87.283°O   | Canadà                     | Nunavut - Illa de Baffin, Illa Sillem i novament Illa de Baffin  |
| 71° 0′ N, 70° 34′ O / 71.000°N,70.567°O   | Badia de Baffin            |                                                                  |
| 71° 0′ N, 52° 30′ O / 71.000°N,52.500°O   | Groenlàndia                | Uummannaq Fjord                                                  |
| 71° 0′ N, 24° 45′ O / 71.000°N,24.750°O   | Hall Bredning              |                                                                  |
| 71° 0′ N, 23° 0′ O / 71.000°N,23.000°O    | Groenlàndia                | Terra de Jameson                                                 |
| 71° 0′ N, 21° 46′ O / 71.000°N,21.767°O   | Oceà Atlàntic              | Mar de Groenlàndia                                               |
| 71° 0′ N, 8° 30′ O / 71.000°N,8.500°O     | Noruega                    | Illa de Jan Mayen                                                |
| 71° 0′ N, 8° 6′ O / 71.000°N,8.100°O      | Oceà Atlàntic              | Mar de Noruega                                                   |